# Marja' al-taqlid viventi
L'elenco degli attuali Marja' al-taqlid (Marjaʿ, pl. Maraji) contiene le supreme autorità legali, e fonti di emulazione secondo i convincimenti degli sciiti duodecimani (o imamiti) nel mondo.
Il concetto di Marja-i taqlid (lett. "Fonte di emulazione") è centrale nella shi'a di orientamento Usuli. Ogni Marja-i taqlid garantisce infatti un'interpretazione religiosa autentica ispirata in materia di Legge e di rituali religiosi. Idealmente, il più dotto e irreprensibile dotto di Legge religiosa giafarita, è conosciuto con l'espressione di Marja-i Taqlid.
Questi religiosi che raggiungono il vertice della gerarchia sciita erano chiamati fino al 1940 circa col titolo onorifico di Āyatollāh al-ʿUẓmā (Grandi Ayatollah). Tra le funzioni che devono assolvere vi sono la raccolta e la distribuzione delle tasse religiose (zakat e khums).

## Attuali Marjaʿ
Nota: L'elenco contiene i nomi di quegli Ayatollah che hanno pubblicato una resāla, a prescindere dal numero dei loro discepoli. Questo elenco non può quindi costituire una riprova di Marjaʾiya (qualità del Marjaʿ). Tale qualifica deriva da una serie di esami codificati dal credo sciita.
I nomi sono organizzati alfabeticamente.
| N. | Immagine | Nome | Anno di nascita CE | Anno di nascita AH | Paese di nascita | Istruzione       | Residenza   | Sito                                                                   | Note        |
| -- | -------- | --- | ------------------ | ------------------ | ---------------- | ---------------- | ----------- | ---------------------------------------------------------------------- | ----------- |
| 1  |          | ʿAlavī Gorgānī - in persiano علوى گرگانى‎ al-Sayyid Muḥammad ʿAlī ʿAlawī Ḥoseynī Gorgānī in arabo السيد محمد على علوى حسينى گرگانى‎?          | 1926               | 1344               | Iraq             | Iraq             | Iran        | Website ufficiale                                                      | -           |
| 2  |          | Aḥmad Ḥasanī Baghdādī - in persiano احمد حسني بغدادي‎ al-Sayyid Aḥmad al-Ḥasanī al-Baghdādī in arabo السيد احمد الحسني البغدادي‎?             | 1944               | 1363               | Iraq             | Iraq             | Iraq        | Website ufficiale                                                      | -           |
| 3  |          | ʿAlī Ḥasanī Baghādī - in persiano علي حسني بغدادي ‎ al-Sayyid ʿAlī al-Ḥasanī al-Baghdādī in arabo السيد علي الحسني البغدادي ‎?                | 1954               | 1373               | Iraq             | Iraq             | Iraq        | Website ufficiale                                                      | -           |
| 4  |          | Hāshem Baṭḥāʾī Golpāyegānī - in persiano هاشم بطحایی گلپایگانی‎ al-Sayyed Hāshem Baṭḥāʾī Golpāyegānī in persiano السيد هاشم بطحایی گلپایگانی‎ | 1941               | 1360               | Iran             | Iran             | Iran        | Website ufficiale                                                      | -           |
| 5  |          | Bayyāt Zanjānī - in persiano بیات زنجانی‎ Asadollāh Bayyāt Zanjānī in persiano اسدالله بیات زنجانی‎                                           | 1942               | 1361               | Iran             | Iran             | Iran        | Website ufficiale                                                      | -           |
| 6  |          | Dastaghayb Shīrāzī - in persiano دستغیب شيرازي‎ al-Sayyid ʿAlī Moḥammad Dastaghayb Shīrāzī in persiano السيد علی محمد دستغیب شيرازي‎          | 1935               | 1353               | Iran             | Iran Iraq        | Iran        | Website ufficiale                                                      | -           |
| 7  |          | Dūzdūzānī - in persiano دوزدوزاني‎ Mīrzā Yadollāh Dūzdūzānī in persiano ميرزا يدالله دوزدوزاني‎                                               | 1935               | 1354               | Iran             | Iran             | Iran        | Website ufficiale                                                      | -           |
| 8  |          | Esmāʿīlpour Qomsheī - in persiano اسماعيلپور قمشه اي‎ Moḥammad ʿAlī Esmāʿīlpour Qomsheī in persiano محمد علي اسماعيلپور قمشه اي‎              | 1940               | 1359               | Iran             | Iran             | Iran        | Website ufficiale                                                      | -           |
| 9  |          | Muḥammad al-Fayāḍ - in persiano محمد ﺍﻟﻔياض‎ Moḥammad Isḥāq al-Fayāḍ in persiano محمد إسحاق فياض‎                                             | 1930               | 1348               | Afghanistan      | Iraq             | Iraq        | Website ufficiale                                                      | -           |
| 10 |          | Gerāmī Qommī - in persiano گرامى قمي‎ Moḥammad ʿAlī Gerāmī Qommī in persiano محمدعلى گرامى قمي‎                                               | 1938               | 1357               | Iran             | Iran             | Iran        | Website ufficiale                                                      | -           |
| 11 |          | Gharavī ʿAliyārī - in persiano غروي علياري ‎ Mīrzā Javād Gharavī ʿAliyārī in persiano ميرزا جواد غروي علياري‎                                 | 1935               | 1353               | Iran             | Iraq             | Iran        | Website ufficiale                                                      | -           |
| 12 |          | Ghorayfi - in persiano غريفي‎ al-Sayyid ʿAlāʾeddīn Ghorayfi in persiano السيد علاء الدين الغريفي‎                                             | 1945               | 1364               | Iraq             | Iraq             | Iraq        | Website ufficiale                                                      | -           |
| 13 |          | Ḥāʾerī - in persiano حائري ‎ al-Sayyid Kāẓim Ḥoseynī Ḥāʾerī in persiano السيد كاظم حسيني حائري‎                                               | 1938               | 1356               | Iraq             | Iraq             | Iran        | Website ufficiale                                                      | -           |
| 14 |          | Ḥakīm - in persiano حكيم ‎ al-Sayyid Moḥammad Saʿīd Ṭabāṭabāʾī al-Ḥakīm in persiano السيد محمد سعيد الطباطبائي الحكيم‎                        | 1936               | 1354               | Iraq             | Iraq             | Iraq        | Website ufficiale                                                      | -           |
| 15 |          | Ḥaydarī - in persiano حيدري‎ Sayyid Kamāl Ḥaydarī in arabo سيد كمال الحيدري‎?                                                                 | 1945               | 1364               | Iraq             | Iran Iraq        | Iran        | Website ufficiale                                                      | -           |
| 16 |          | Ḥoseynī Nasab - in persiano حسيني نسب ‎ al-Sayyid Reżā Ḥoseynī Nasab in persiano السيد رضا حسيني نسب‎                                         | 1960               | 1380               | Iran             | Iran             | Canada      | Website ufficiale                                                      | [ 7 ] [ 8 ] |
| 17 |          | Jannātī - in persiano جناتی ‎ Mḥhammad Ebrāhīm Jannātī in persiano محمد ابراهيم جناتی‎                                                        | 1932               | 1350               | Iran             | Iran             | Iran        | Website ufficiale                                                      | -           |
| 18 |          | Javādī Āmolī - in persiano جوادى آملى‎ ʿAbdollāh Javādī Āmolī in persiano عبدلله جوادى آملى‎                                                  | 1933               | 1352               | Iran             | Iran             | Iran        | Website ufficiale                                                      | -           |
| 19 |          | Kābulī - in persiano كابلى ‎ Qorbān ʿAlī Kābulī in persiano قربان علي كابلى‎                                                                  | 1928               | 1346               | Afghanistan      | Afghanistan Iraq | Afghanistan | Website ufficiale                                                      | -           |
| 20 |          | Khāmeneī - in persiano خامنه اي‎ al-Sayyed ʿAlī Ḥoseynī Khāmeneī in persiano السيد علي حسيني خامنه اي‎                                        | 1939               | 1358               | Iran             | Iran Iraq Libano | Iran        | Website ufficiale                                                      | -           |
| 21 |          | Khāqānī - in arabo خاقاني ‎? Muḥammad Muḥammad Ṭāhir Āl Shubayr Khāqānī in arabo محمد محمد طاهــــر آل شبيـر الخاقاني ‎?                      | 1940               | 1359               | Iraq             | Iraq             | Iraq        | Website ufficiale                                                      | -           |
| 22 |          | Maḥfouẓī - in persiano محفوظی ‎ ʿAbbās Maḥfouẓī in persiano عباس محفوظی‎                                                                      | 1928               | 1346               | Iran             | Iran             | Iran        | Website ufficiale                                                      | -           |
| 23 |          | Makārem Shīrāzī - in persiano مكارم شيرازي‎ Nāṣer Makārem Shīrāzī in persiano ناصر مكارم شيرازي‎                                              | 1927               | 1345               | Iran             | Iran Iraq        | Iran        | Website ufficiale Archiviato il 31 ottobre 2020 in Internet Archive.   | -           |
| 24 |          | Mālikī - in arabo مالكي ‎? Fāḍil Mālikī in arabo فاضل المالكي ‎?                                                                              | 1953               | 1372               | Iraq             | Iraq             | Iraq        | Website ufficiale Archiviato il 3 aprile 2008 in Internet Archive.     | -           |
| 25 |          | Māmaqānī - in arabo مامقاني ‎? Muḥammad Amīn Māmaqānī in arabo محمد أمين المامقاني ‎?                                                         | 1952               | 1371               | Iraq             | Iraq             | Iraq        | Biografia                                                              | -           |
| 26 |          | Moẓāherī - in persiano مظاهري ‎ Ḥoseyn Moẓāherī in persiano حسين مظاهري‎                                                                      | 1934               | 1352               | Iran             | Iran             | Iran        | Website ufficiale Archiviato il 31 gennaio 2010 in Internet Archive.   | -           |
| 27 |          | Mobasher Kāshānī - in persiano مبشر کاشانی‎ Khalīl Mobasher Kāshānī in persiano خلیل مبشر کاشانی‎                                             | 1951               | 1370               | Iran             | Iran             | Iran        | Website ufficiale                                                      | -           |
| 28 |          | Mudarresī - in arabo مدرسي ‎? al-Sayyid Muḥammad Taqī al-Mudarresī in arabo السيد محمد تقي المدرسي‎?                                          | 1945               | 1364               | Iraq             | Iraq             | Iraq        | Website ufficiale                                                      | -           |
| 29 |          | Modarresī Yazdī - in persiano مدرسي يزدي ‎ al-Sayyed ʿAbbās Modarresī Yazdī in persiano السيد عباس مدرسي يزدي ‎                               | 1945               | 1364               | Iran             | Iran             | Iran        | Website ufficiale Archiviato il 6 luglio 2020 in Internet Archive.     | -           |
| 30 |          | Muḥsinī - in arabo محسني‎? Muḥammad Aṣif Muḥsinī in arabo محمد آصف محسني‎?                                                                    | 1936               | 1354               | Afghanistan      | Iraq             | Afghanistan | Website ufficiale                                                      | -           |
| 31 |          | Mousavī Ardebīlī - in persiano موسوي اردبيلي‎ al-Sayyid ʿAbd al-Karīm Mousavī Ardebīlī in persiano السيد عبدالكريم موسوي اردبيلي‎             | 1926               | 1344               | Iran             | Iraq             | Iran        | Website ufficiale                                                      | -           |
| 32 |          | Bashīr al-Najafī - in arabo نجفي‎? Bashīr Ḥoseyn al-Najafī in arabo بشير حسين النجفي‎?                                                        | 1942               | 1361               | British India    | Pakistan Iraq    | Iraq        | Website ufficiale Archiviato il 22 agosto 2015 in Internet Archive.    | -           |
| 33 |          | al-Najafī - in arabo نجفي ‎? Muḥammad Ḥusayn Najafī in arabo محمد حسين النجفي‎?                                                               | 1932               | 1350               | British India    | Pakistan Iraq    | Pakistan    | Website ufficiale                                                      | -           |
| 34 |          | Nekūnām - in persiano نکونام ‎ Moḥammad Reẓā Nekūnām in persiano محمد رضا نکونام‎                                                             | 1948               | 1367               | Iran             | Iran             | Iran        | Website ufficiale                                                      | -           |
| 35 |          | Nūrī Hamedānī - in persiano نوري همداني ‎ Ḥoseyn Nūrī Hamedānī in persiano حسين نوري همداني‎                                                  | 1926               | 1344               | Iran             | Iran             | Iran        | Website ufficiale                                                      | -           |
| 36 |          | Qāsim - in arabo قاسم‎? ʿĪsā Aḥmad Qāsim in arabo عيسى احمد قاسم‎?                                                                            | 1937               | 1355               | Bahrain          | Iran Iraq        | Bahrain     | Website ufficiale                                                      | -           |
| 37 |          | Qommī - in persiano قمي ‎ al-Sayyid Taqī Ṭabāṭabāʾī Qommī in persiano السيد تقي طباطبايي قمي ‎                                                | 1923               | 1341               | Iran             | Iraq             | Iran        |                                                                        | -           |
| 38 |          | Raḥīmī Āzād - in persiano رحیمی آزاد‎ ʿAlī Asghar Raḥīmī Āzād in persiano علی اصغر رحیمی آزاد‎                                                | 1939               | 1358               | Iran             | Iran             | Iran        | Website ufficiale                                                      | -           |
| 39 |          | Raḥmati Sīrjānī - in persiano رحمتی سیرجانی‎ Moḥammad Raḥmati Sīrjānī in persiano محمد رحمتی سیرجانی‎                                         | 1928               | 1347               | Iran             | Iraq             | Iran        | Website ufficiale Archiviato il 26 settembre 2009 in Internet Archive. | -           |
| 40 |          | Rouḥānī - in persiano روحاني ‎ al-Sayyed Moḥammad Ṣādeq Ḥosaynī Rouḥānī in persiano السيد محمد صادق حسيني روحاني‎                             | 1926               | 1344               | Iran             | Iran             | Iran        | Website ufficiale                                                      | -           |
| 41 |          | Ṣāfī Golpāygānī - in persiano صافی گلپایگانی ‎ Loṭfollāh Ṣāfī Golpāygānī in persiano لطف الله صافی گلپایگانی‎                                 | 1919               | 1337               | Iran             | Iraq             | Iran        | Website ufficiale                                                      | -           |
| 42 |          | Ṣānaʾī - in persiano صانعي‎ Yousuf Ṣānaʾī in persiano يوسف صانعي‎                                                                             | 1937               | 1355               | Iran             | Iran             | Iran        | Website ufficiale                                                      | -           |
| 43 |          | al-Ṣadr - in persiano صدر ‎ al-Sayyid Ḥusay Ismāʿīl al-Ṣadr in persiano السيد حسين إسماعيل الصدر ‎                                            | 1952               | 1371               | Iraq             | Iraq             | Iraq        | Website ufficiale                                                      | -           |
| 44 |          | al-Ṣāliḥ - in arabo صالح ‎? ʿAlī al-Ṣāliḥ in arabo علي الصالح‎?                                                                               | 1948               | 1367               | Kuwait           | Iran             | Kuwait      |                                                                        | -           |
| 45 |          | Maḥmūd Shāhrūdī - in arabo شاهرودي‎? al-Sayyid Maḥmūd Hāshimī Shāhrūdī in arabo السيد محمود شاهرودي‎?                                         | 1948               | 1367               | Iraq             | Iraq             | Iran        | Website ufficiale                                                      | -           |
| 46 |          | Muḥammad Shāhrūdī - in arabo شاهرودي‎? al-Sayyid Muḥammad Shāhrūdī in arabo السيد محمد شاهرودي‎?                                              | 1925               | 1343               | Iraq             | Iran             | Iran        | Website ufficiale Archiviato il 12 marzo 2018 in Internet Archive.     | -           |
| 47 |          | Shīrāzī - in arabo شيرازي‎? al-Sayyid Ṣādiq Ḥusaynī Shīrāzī in arabo السيد صادق حسيني شيرازي‎?                                                | 1942               | 1361               | Iraq             | Iraq             | Iran        | Website ufficiale                                                      | -           |
| 48 |          | Shubayri Zanjānī - in persiano شبيري زنجانی‎ al-Sayyed Mousā Shubayri Zanjānī in persiano السيد موسى شبيري زنجانی ‎                           | 1927               | 1345               | Iran             | Iran             | Iran        | Website ufficiale                                                      | -           |
| 49 |          | Sīstānī - in arabo سيستاني ‎? al-Sayyid ʿAlī al-Ḥusaynī al-Sīstānīin arabo السيد علي الحسيني السيستاني ‎?                                     | 1930               | 1348               | Iran             | Iran Iraq        | Iraq        | Website ufficiale                                                      | -           |
| 50 |          | Sobḥānī - in persiano سبحاني‎ Jaʿfar Sobḥānīin persiano جعفر سبحاني ‎                                                                         | 1928               | 1346               | Azerbaigian      | Iraq             | Iran        | Website ufficiale                                                      | -           |
| 51 |          | Surkhi - in arabo صرخي ‎? al-Sayyid Maḥmūd al-Ḥasanī al-Surkhī in arabo السيد محمود الحسني الصرخي ‎?                                          | 1964               | 1383               | Iraq             | Iraq             | Iraq        | Website ufficiale                                                      | -           |
| 52 |          | Ṭabāṭabāʾī Ḥasanī - in persiano طباطبائي حسني ‎ al-Sayyid Muḥammad ʿAlī al-Ṭabāṭabāʾī al-Ḥasanī in arabo السيد محمد علي الطباطبائي الحسني ‎?  | 1945               | 1364               | Iraq             | Iraq             | Iraq        |                                                                        | -           |
| 53 |          | Ṭāʾī - in persiano طائي ‎ Qāsim al-Ṭāʾī in arabo قاسم الطائي ‎?                                                                               | 1960               | 1379               | Iraq             | Iraq             | Iraq        | Website ufficiale                                                      | -           |
| 54 |          | Ṣāleḥ Ṭāʾī - in persiano صالح طائي‎ Ṣāliḥ al-Ṭāʾī in arabo صالح الطائي‎?                                                                      | 1958               | 1377               | Iraq             | Iraq             | Iraq        | Website ufficiale                                                      | -           |
| 55 |          | Vāʿeẓī - in persiano واعظي ‎ Shams al-Dīn al-Wāʿiẓī in arabo شمس الدين الواعظي ‎?                                                             | 1936               | 1355               | Iraq             | Iraq             | Iraq        | Website ufficiale                                                      | -           |
| 56 |          | Vaḥīd Khorāsānī - in persiano وحيد خراساني ‎ Ḥoseyn Vaḥīd Khorāsānī in persiano حسين وحيد خراساني‎                                            | 1921               | 1339               | Iran             | Iraq             | Iran        | Website ufficiale                                                      | -           |
| 57 |          | Yaʿqūbī - in persiano يعقوبي ‎ Muḥammad al-Yaʿqūbī in arabo محمد اليعقوبي ‎?                                                                  | 1960               | 1379               | Iraq             | Iraq             | Iraq        | Website ufficiale                                                      | -           |
| 58 |          | Zanjānī - in persiano زنجانی ‎ al-Sayyid Moḥammad Ḥoseynī Zanjānī in persiano السید محمد حسینی زنجانی ‎                                       | 1947               | 1366               | Iran             | Iran             | Iran        | Website ufficiale                                                      | -           |